# Championnats du monde de natation en petit bassin 2010
Vous lisez un « bon article » labellisé en 2011.
Navigation
2008 2012
La 10e édition des championnats du monde de natation en petit bassin s'est déroulée en 2010 à Dubaï (Émirats arabes unis), du 15 au 19 décembre 2010. C’est la première fois que ces championnats se déroulent dans un pays arabe et qui plus est en plein désert.
Les deux nageurs reconnus comme meilleurs nageurs des championnats sont l’Américain Ryan Lochte pour les hommes et l'Espagnole Mireia Belmonte García pour les femmes. Lochte est le premier dans l'histoire des championnats en petit bassin à remporter sept médailles, six en or et une en argent. Il confirme ainsi sa suprématie actuelle sur la natation mondiale en petit bassin puisqu'il était déjà l’athlète le plus titré de la compétition en 2006 à Shanghai et en 2008 à Manchester. Il est également le premier à battre un record du monde en individuel depuis le retour aux combinaisons en textile.
Pour l'Espagnole qui remporte quatre médailles, trois en or et une en argent, il s'agit au contraire d'une situation totalement nouvelle. À 20 ans, elle s'affirme comme une valeur sûre et sera probablement l'une des nageuses à battre dans les années à venir.
22 pays ont remporté des médailles. Les cinq premières nations sont les États-Unis (25 médailles, dont 12 en or), puis la Russie (10 médailles), l'Espagne (8), la Chine (14) et enfin la France (8, dont 3 en or). Si la présence des États-Unis, de la Russie et de la Chine à ce niveau est attendue, celle de l’Espagne et de la France est inédite et confirme la vivacité actuelle de la natation dans ces deux pays.

## Organisation

### Histoire
Les premiers records de natation en petit bassin ont officiellement été homologués par la Fédération internationale de natation en 1991, ce qui a ouvert la possibilité d’organiser des championnats du monde en petit bassin. Le premier championnat est organisé à Palma de Mallorque du 2 au 5 décembre 1993 et a accueilli 313 nageurs issus de 46 pays. Les neuf suivants se déroulent successivement à Rio de Janeiro en 1995, à Göteborg, en Suède en 1997, à Hong Kong en 1999, à Athènes en 2000, à Moscou en 2002, à Indianapolis (USA) en 2004, à Shanghai en 2006 et enfin à Manchester, en Angleterre, en 2008. Avec le temps le nombre de nageurs et de pays accueillis a considérablement augmenté puisqu’à Manchester 607 nageurs étaient en compétition, représentant 116 pays.

### Le choix de la ville organisatrice
En 2005, sept villes sont en lice pour organiser les 10e championnats du monde en petit bassin : Singapour, Berlin, Doha, Dubaï, Durban, Istanbul et Séville. Le déroulement du concours comprend une rencontre à Lausanne en fin d’année 2005 où chaque candidat fait une présentation préliminaire de sa candidature, puis chacun a un mois pour affiner son dossier, la date finale du dépôt de dossier de candidature étant fixée au 22 décembre 2005. Singapour qui a alors été retenue pour organiser les 7e Championnats asiatiques de natation en mars 2006 semble bien placée, d’autant qu’elle a entrepris la construction d’un immense complexe de sports, le Kallang Sports Hub, d’un coût de 800 millions de dollars, qui doit être livré en 2010 et qui comprendrait un complexe aquatique pouvant accueillir 6 000 spectateurs.
En janvier 2006, il est annoncé que le complexe de sports de Singapour ne serait prêt qu’à la mi-2011. Ceci ne semble néanmoins pas inquiéter le comité des sports de Singapour qui table sur la mise en place de piscines temporaires comme cela avait été le cas lors des championnats de 2004 à Indianapolis où deux piscines temporaires de 25 m avaient été installées. Finalement la FINA ne retient que trois candidatures, celles des villes de Singapour, Istanbul et Dubaï. Le 9 avril 2006, lors des Championnats du monde de natation en petit bassin 2006 organisés à Shanghai, la FINA a annoncé le choix de la candidature émirienne aux dépens de celle de la ville turque, Istanbul. Dans le tour final des délibérations, Dubai bat Istanbul par 11 votes contre 10.
En 2009, la ville de Dubaï est secouée par la crise financière internationale et devant l’incertitude sur sa capacité à organiser l’événement, la FINA cherche un nouvel hôte et approche la Fédération autrichienne de natation qui avait posé sa candidature à l’organisation des mondiaux de 2012 à Vienne, attribués finalement à Istanbul. Mais celle-ci décline l’offre, pour des raisons financières également et la FINA confirme en décembre 2009 que la compétition aura bien lieu à Dubaï. Organiser une compétition de natation en plein désert et qui plus est dans un pays arabe constitue une première.

### Le complexe aquatique

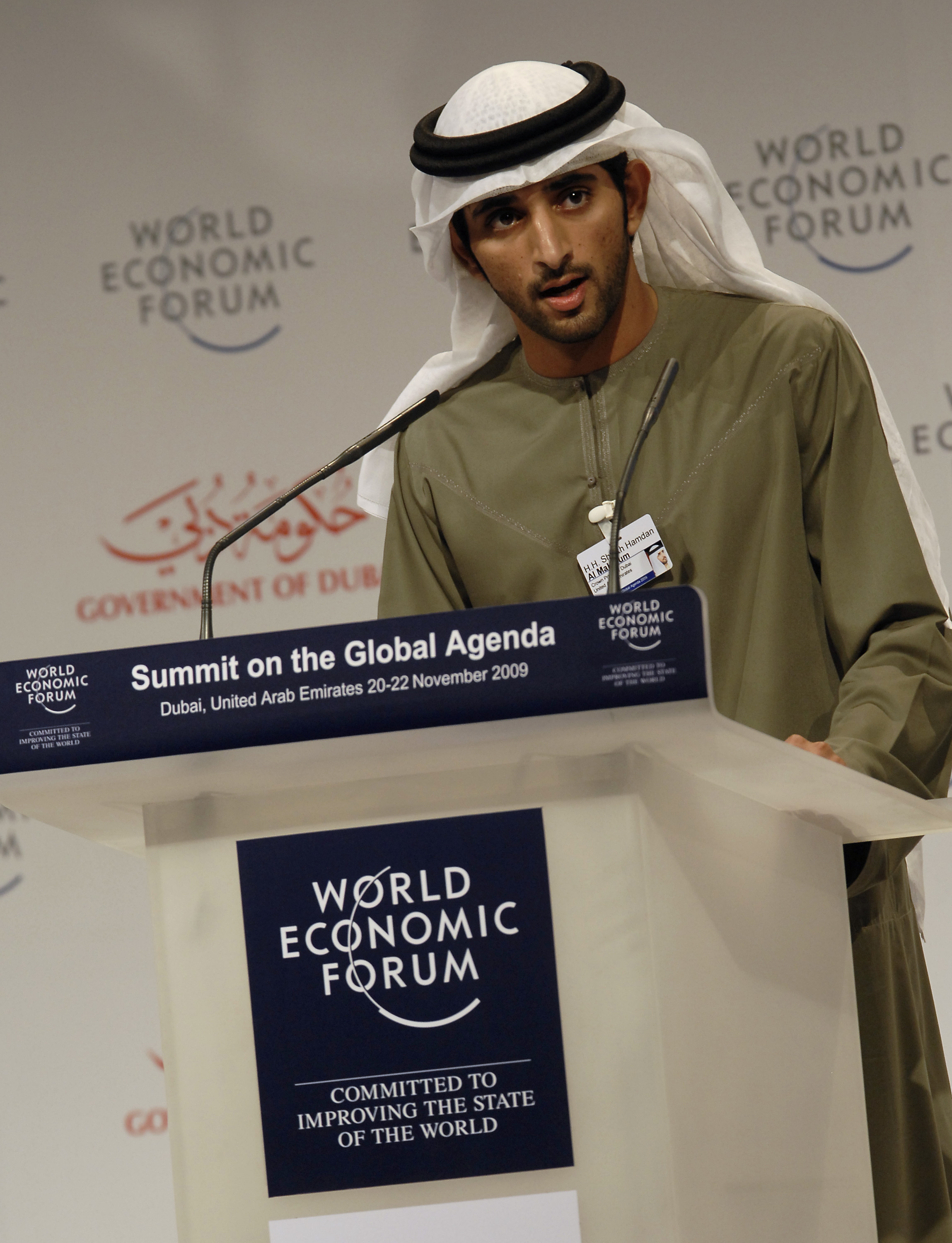
Le complexe aquatique est nommé complexe Hamdane bin Mohammed bin Rashid Al Maktoum du nom du prince héritier de Dubaï.

Le complexe aquatique où se déroulent les championnats est une immense structure permettant d’accueillir 15 000 spectateurs, conçue par les architectes Faulknerbrowns, située à 30 km du centre-ville. Le stade est à la hauteur de la démesure de tout ce qui a jusqu’à présent été entrepris à Dubaï, comme en particulier la plus haute tour du monde, la Burj Dubai-Burj Khalifa, haute de 828 mètres. La structure a été dénommée complexe Hamdane bin Mohammed bin Rashid Al Maktoum par le Conseil des sports de Dubaï le 12 octobre 2010 en l’honneur du prince héritier de Dubaï, pour son soutien continu à la promotion du sport dans la région.
Le complexe a été conçu pour offrir la possibilité d'accueillir d'autres événements internationaux aquatiques tels que les compétitions de natation des Jeux asiatiques, des Championnats du monde de natation (toutes les épreuves aquatiques seraient concernées, y compris en grand bassin) et, éventuellement, de futurs Jeux olympiques. Il est toutefois peu probable que des nageurs reviennent dans ce complexe avant longtemps car le pays, touché lui aussi par la crise économique, a renoncé le 15 mai 2010 à accueillir les mondiaux en grand bassin, qui lui avaient été attribués pour 2013. C’est la ville de Barcelone qui a été choisie en remplacement.

### Participants
Le nombre total des nageurs participant aux championnats s'élève à 777 nageurs appartenant à 139 fédérations de natations et représentant 133 pays, 3 dépendances européennes du continent américain, deux états associés d'Océanie et une île américaine d'Océanie,.
Le continent africain est représenté par vingt-sept pays, sur les cinquante-trois qui le constituent. La Mauritanie est le premier pays à s’inscrire officiellement aux championnats.
Vingt-six pays d'Amérique, sur les trente-cinq qui composent le continent américain, et trois dépendances européennes situées sur ce continent participent à ces championnats. La délégation des États-Unis comprend 37 nageurs : 19 hommes et 18 femmes. C’est la première fois depuis les championnats de 2004 qui s’étaient tenus à Indianapolis que les États-Unis envoient une équipe complète à un championnat du monde en petit bassin. La fédération du Canada inscrit quant à elle une équipe de 16 nageurs dont sept qui ont participé aux Jeux olympiques de Pékin. Les équipes des autres pays du continent américain sont plus réduites. Les pays absents sont Antigua-et-Barbuda, le Belize, la Dominique, Grenade, le Guatemala, Haïti, Saint-Christophe-et-Niévès, Saint-Vincent-et-les-Grenadines et le Suriname.
Le continent asiatique est représenté par trente-sept pays, sur les quarante-neuf qui le constituent. La Russie qui comprend une grande partie de son territoire sur le territoire asiatique est comptée à la fois sur les continents européen et asiatique. Les pays non représentés sont l’Afghanistan, le Bangladesh, le Bhoutan, la Corée du Nord, la Corée du Sud, l’Inde, l’Indonésie, l’Iran, le Pakistan, la Malaisie, le Qatar et le Timor oriental. Par ailleurs, un détail curieux et probablement historique, les Émirats arabes unis présentent dans les séries du relais 4 × 200 m nage libre masculin une équipe composée de quatre frères d'une même famille. Obaid, Saeed, Bakheet et Faisal de la famille Al Jasmi, tous nés à des dates différentes.
Trente-sept pays du continent européen, sur les quarante-sept qui le composent, envoient une délégation nationale. Les pays non représentés sont la Bosnie-Herzégovine, l’Irlande, le Kosovo, le Liechtenstein, Monaco, le Monténégro, la Roumanie, Saint-Marin, la Turquie et le Vatican.
Enfin sept pays d'Océanie, sur les quatorze qui la constituent, et deux états associés participent à ces championnats. L'île Palaos et les îles Cook qui ne comptent chacune guère plus de 20 000 habitants chacune réussissent à qualifier respectivement deux et un nageurs : Nelson Masang et Osisang Chilton pour l'île Palaos et Tepaia Payne pour les îles Cook.

### Combinaisons
Une combinaison permet de réduire les frottements donc la traînée dans l'eau et améliore l'efficacité des mouvements des bras et des jambes. Introduites à grande échelle au tournant des années 2000, les combinaisons deviennent de plus en plus influentes jusqu'à susciter d'importants débats à partir de 2008 à la suite de l'amélioration de nombreux records.
Après les Championnats d'Europe en petit bassin en décembre 2008, où 17 records du monde tombent, des voix s'élèvent en effet en faveur d'une réglementation de l'usage des combinaisons alors que d'autres mettent en évidence un « dopage technologique ». Mais de nouvelles combinaisons sont encore validées en 2009 engendrant des performances toujours meilleures. Finalement, lors des Championnats du monde organisés en juillet 2009 à Rome, la FINA vote, lors de son Congrès général annuel, une proposition américaine visant à interdire l'usage des tenues en polyuréthane à l'horizon 2010, proposition validée ensuite par les membres de son bureau exécutif. Le 31 juillet, Julio Maglione, nouvellement élu président de la FINA, confirme l'adoption au 1er janvier 2010 des règles votées par le Bureau. La mesure phare de cette proposition est l'interdiction du polyuréthane et le retour au tissu dans la composition des tenues,. Ce nouveau règlement prévoit aussi la restriction des tenues aux seuls pantalons limités au bas des genoux pour les hommes, idem pour les femmes mais un haut de corps non couvert au-delà des épaules,.
Ainsi les championnats du monde de Dubaï sont la première compétition de niveau mondial où cette règle s’applique. Selon le règlement, les combinaisons utilisées doivent être homologuées un an avant la compétition. Cela n’empêche pas les équipementiers à proposer à l’homologation un grand nombre de nouvelles combinaisons en tissu et à la FINA de les homologuer. 709 combinaisons avaient ainsi obtenu une autorisation d’utilisation au 5 novembre 2010.

### Mascotte
La mascotte officielle des championnats est dévoilée à Dubaï le 30 juin 2010 lors d’une manifestation qui regroupe le Conseil des Sports de Dubaï, des représentants de la FINA et le comité d’organisation local. Il s’agit d’une tortue dénommée Ehmisa, du nom de la tortue en langue arabe,.

### Cérémonie d’inauguration
Les championnats ont officiellement été ouverts le 14 décembre 2010 par le Sheikh Hamdan bin Mohammed bin Rashid al Maktoum, prince héritier de Dubaï, Président du Conseil exécutif de Dubaï et président du Conseil des Sports de Dubai. Dr Ahmed al Sharif, Président du comité d’organisation et Dr Julio C Maglione, Président de la Fédération internationale de natation (FINA), ont fait des discours. La cérémonie d’inauguration comprenait un spectacle racontant l'histoire de Dubaï, en commençant par l’héritage nomade des Émirats arabes unis voyageant à travers les sables dorés du désert vers le port côtier de la ville. Des effets de lumière de haute technologie, des acrobates et une représentation de la violoniste japonaise Diana Yukawa ont agrémenté la cérémonie.

## Bilan

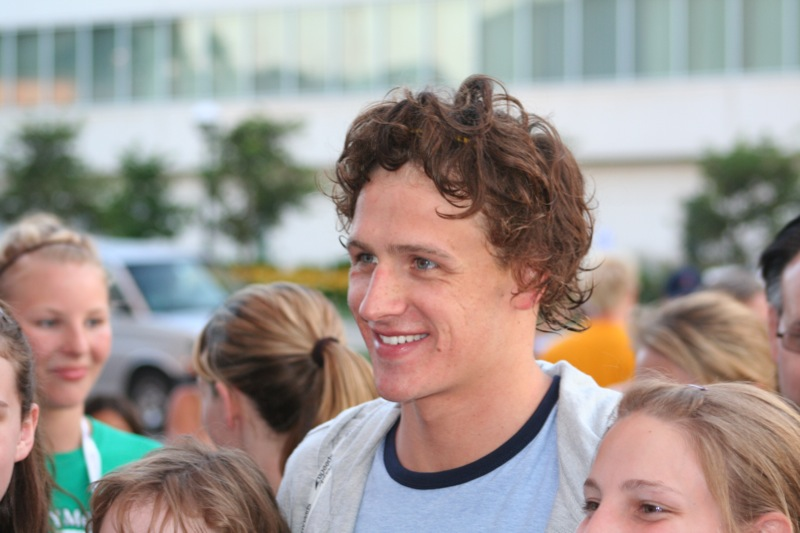
Ryan Lochte, trophée FINA du meilleur nageur des championnats, six médailles d’or, une d’argent (photo prise le 30 juin 2008)

L'Américain Ryan Lochte et l'Espagnole Mireia Belmonte García ont été reconnus, dans le discours de clôture, comme étant les deux meilleurs nageurs des 10e championnats du monde FINA de natation en bassin de 25 m à Dubaï. Lochte remporte sept médailles (six en or et une en argent) et Belmonte García quatre (trois en or et une en argent). Cette consécration n'est pas une première pour Lochte. Il avait déjà été l’athlète le plus titré de la compétition en 2006 à Shanghai où il avait remporté trois médailles d’or, deux d’argent et une de bronze et en 2008 à Manchester où il avait conquis quatre médailles d’or et deux d’argent.
Pour Belmonte, il s'agit au contraire d'une notoriété nouvelle à ce niveau de compétition. Elle remporte en effet ses premières médailles d’or au niveau mondial en 2006, mais à l'occasion de la première édition des Championnats du monde juniors de natation dans les 400 m nage libre et 400 m quatre nages. À 20 ans, cette nageuse confirme ainsi sa supériorité actuelle au niveau international.
Vingt-deux pays sont récompensés lors de ces championnats du monde. Les cinq premières nations sont d'abord les États-Unis (25 médailles, dont 12 en or), puis la Russie (10 médailles), suivis respectivement par l'Espagne (8), la Chine (14) et enfin la France (8, dont 3 en or).

### Classement par nations
Cent-vingt médailles ont été décernées. Deux médailles d'argent ont été décernées pour le 50 m dos hommes, ce qui explique que les totaux des médailles d'argent (41) et de bronze (39) soient différents.
Les États-Unis arrivent en tête avec 25 médailles dont 12 en or. Cette première place est fidèle à la domination des États-Unis dans la natation en petit bassin puisque hormis les années 1995, 1997 et 1999, ils se sont toujours placés à l'une des deux premières places. Les Russes quant à eux suivent une progression continue depuis les premiers championnats en 1995 où ils ont terminé 19e. La Chine est également une habituée des premières places hormis les années 2004 et 2008 où elle est arrivée respectivement 12e et 14e. La surprise vient surtout de l’entrée dans le top 5 de l’Espagne et de la France, mais il ne s'agit en fait que d'une confirmation de l'ascension de ces deux équipes ces dernières années et probablement aussi d'un plus grand intérêt de ces nations pour les compétitions en petit bassin que par le passé. L’Espagne n’a obtenu des médailles qu’en 1993 (13e), 1999 (19e) et 2008 (14e). Quant à la France, il faut remonter à 1993, avec la médaille d’or de Franck Esposito dans le 200 m papillon et 1995 avec le bronze dans le 200 m brasse de Jean-Lionel Rey pour recenser les seules médailles françaises. La grande équipe reléguée loin dans le classement est l’Australie, qui s’était pourtant jusqu'à présent toujours placée, à une exception près, à l'une des trois premières places.
| Rang  | Nation         | Or | Argent | Bronze | Total |
| ----- | -------------- | -- | ------ | ------ | ----- |
| 1     | États-Unis     | 12 | 6      | 7      | 25    |
| 2     | Russie         | 4  | 4      | 2      | 10    |
| 3     | Espagne        | 4  | 2      | 2      | 8     |
| 4     | Chine          | 3  | 5      | 6      | 14    |
| 5     | France         | 3  | 3      | 2      | 8     |
| 6     | Pays-Bas       | 3  | 2      | 1      | 6     |
| 7     | Brésil         | 3  | 1      | 4      | 8     |
| 8     | Afrique du Sud | 2  | 1      | 0      | 3     |
| 9     | Australie      | 1  | 7      | 3      | 11    |
| 10    | Tunisie        | 1  | 1      | 2      | 4     |
| 11    | Allemagne      | 1  | 1      | 1      | 3     |
| 11    | Suède          | 1  | 1      | 1      | 3     |
| 13    | Venezuela      | 1  | 1      | 0      | 2     |
| 14    | Japon          | 1  | 0      | 0      | 1     |
| 15    | Danemark       | 0  | 1      | 2      | 3     |
| 15    | Hongrie        | 0  | 1      | 2      | 3     |
| 17    | Autriche       | 0  | 1      | 1      | 2     |
| 17    | Italie         | 0  | 1      | 1      | 2     |
| 19    | Royaume-Uni    | 0  | 1      | 0      | 1     |
| 19    | Ukraine        | 0  | 1      | 0      | 1     |
| 21    | Bahamas        | 0  | 0      | 1      | 1     |
| 21    | Norvège        | 0  | 0      | 1      | 1     |
| Total | Total          | 40 | 41     | 39     | 120   |

### Classement par nageurs

#### Hommes
Cinquante-et-un nageurs ont obtenu au moins une médaille. L'Américain Ryan Lochte a obtenu le trophée FINA du meilleur nageur des 10es championnats du monde FINA de natation en bassin de 25 m, avec sept médailles, six en or et une en argent. Dans les treize premiers peuvent être dénombrés cinq Russes, deux Américains (Garrett Weber-Gale étant le deuxième) et deux Français (Fabien Gilot, l'or avec l'équipe de 4 × 100 m nage libre, l'argent dans le 100 m nage libre et le bronze avec l'équipe de 4 × 200 m nage libre, et Frédérick Bousquet avec l'équipe de 4 × 100 m nage libre et dans le 50 m nage libre). Sept nageurs français sont médaillés. En sus de Gilot et de Bousquet, figurent au palmarès : Yannick Agnel, or et bronze avec les équipes de 4 × 100 m et 4 × 200 m nage libre, Alain Bernard, or avec le 4 × 100 m, Camille Lacourt, argent dans le 100 m dos, et enfin Clément Lefert et Jérémy Stravius, bronze dans le 4 × 200 m.

#### Femmes

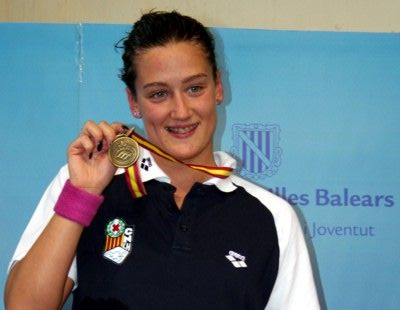
Mireia Belmonte García, trophée FINA de la meilleure nageuse des championnats, trois médailles d’or, une d’argent (photo prise le 9 avril 2008)

Cinquante-trois nageuses ont obtenu au moins une médaille. L'Espagnole Mireia Belmonte García obtient le trophée FINA de la meilleure nageuse avec quatre médailles, à seulement 20 ans. L'Américaine Rebecca Soni, qui a dominé les compétitions en brasse, détient en fait le même nombre de médailles que Mireia Belmonte García, trois médailles d’or en brasse (50 m, 100 m et 200 m) et une en argent dans le relais 4 × 100 m 4 nages. Mais l’attribution du trophée FINA est faite selon un décompte de points comprenant d’une part le nombre et la valeur des médailles obtenues (5 points pour l’or, 3 points pour l’argent, 2 points pour le bronze, 1 point pour la quatrième place), mais aussi 2 points pour chaque record battu. Or si les deux nageuses ont le même score en médailles, l’Espagnole a battu quatre records alors que l’Américaine n’en a battu que deux. Cinq Françaises obtiennent des médailles. Camille Muffat conquiert deux médailles, l'or dans le 200 m nage libre et le bronze dans le relais 4 × 200 m nage libre, Alexianne Castel gagne l'or dans le 200 m dos et Coralie Balmy, Mylène Lazare et Ophélie-Cyrielle Étienne le bronze dans le relais 4 × 200 m nage libre.

### Records battus
Quatre records du monde ont été battus, tandis que 57 records des championnats ont été établis. Ces records sont les premiers de la nouvelle ère post-combinaisons en polyéthylène.

#### Records du monde
| Record du monde établi à Dubaï  | Record du monde établi à Dubaï                                            | Record du monde établi à Dubaï | Record du monde établi à Dubaï                          | Record du monde établi à Dubaï | Ancien record                                                             | Ancien record | Ancien record                                           | Ancien record    | Ancien record | Ancien record |
| Épreuve                         | Nageurs                                                                   | Temps équipe                   | Temps personnel                                         | Date                           | Nageurs                                                                   | Temps équipe  | Temps personnel                                         | Date             |               |               |
| 200 m 4 nages (H)               | Ryan Lochte                                                               |                                | 1 min 50 s 08                                           | 17 décembre 2010               | Darian Townsend                                                           |               | 1 min 51 s 55                                           | 15 novembre 2009 |               |               |
| 400 m 4 nages (H)               | Ryan Lochte                                                               |                                | 3 min 55 s 50                                           | 16 décembre 2010               | László Cseh                                                               |               | 3 min 57 s 27                                           | 11 décembre 2009 |               |               |
| Relais 4 × 200 m nage libre (H) | Russie Nikita Lobintsev Danila Izotov Evgeny Lagunov Alexander Sukhorukov | 6 min 49 s 04                  | 1 min 42 s 10 1 min 42 s 15 1 min 42 s 32 1 min 42 s 47 | 16 décembre 2010               | Canada Colin Russell Stefan Hirniak Brent Hayden Joel Greenshields        | 6 min 51 s 05 | 1 min 43 s 60 1 min 43 s 41 1 min 41 s 49 1 min 42 s 55 | 7 août 2009      |               |               |
| Relais 4 × 200 m nage libre (D) | Chine Chen Qian Tang Yi Liu Jing Zhu Qianwei                              | 7 min 35 s 94                  | 1 min 54 s 73 1 min 53 s 54 1 min 53 s 59 1 min 54 s 08 | 15 décembre 2010               | Pays-Bas Inge Dekker Femke Heemskerk Marleen Veldhuis Ranomi Kromowidjojo | 7 min 38 s 90 | 1 min 55 s 36 1 min 53 s 44 1 min 54 s 17 1 min 55 s 93 | 9 avril 2008     |               |               |

## Chronologie des épreuves

### Premier jour – mercredi 15 décembre

#### Finales
Cinq finales se sont déroulées en soirée de cette première journée de compétition. Ryan Lochte remporte la première médaille d'or du championnat au 200 m nage libre en un temps record des championnats de 1 min 41 s 08, améliorant son propre record. Le Russe Danila Izotov décroche l'argent tandis que le Tunisien Oussama Mellouli prend la médaille de bronze. Du côté des déceptions dans cette discipline figure la cinquième place de l’actuel détenteur du record du monde (1 min 39 s 37), l'Allemand Paul Biedermann, qui a terminé en 1 min 42 s 19. Dans la matinée, la grande surprise des séries était venue de l’élimination du Français Yannick Agnel (neuvième temps), pourtant deuxième meilleur performeur de la saison avec son temps de 1 min 41 s 96 réalisé dix jours auparavant à Chartres, qui aurait été suffisant à Dubaï pour obtenir la médaille de bronze.
L'Espagnole Mireia Belmonte García remporte quant à elle deux médailles d'or lors de cette première journée, l'une dans le 200 m papillon et l'autre dans le 400 m quatre nages, établissant également deux nouveaux records des championnats et un nouveau record d'Europe du 400 m 4 nages en 4 min 24 s 21.
2010 - 7 min 35 s 94 - Chine

2008 - 7 min 38 s 90 - Pays-Bas 

2002 - 7 min 46 s 30 - Chine

Chez les hommes, la France s’impose au relais 4 × 100 m nage libre, avec le quatuor Alain Bernard, Frédérick Bousquet, Fabien Gilot et Yannick Agnel, dans un temps de 3 min 4 s 78 (nouveau record d'Europe), soit quatre centièmes de seconde plus vite que l’équipe russe, arrivée seconde. Le Brésil remporte la médaille de bronze. Il faut aussi relever, pour la première fois dans cette discipline lors de championnats du monde en petit bassin, l'absence sur le podium, à la fois des États-Unis (à une surprenante quatrième place) et de l’Australie.
Le premier record du monde est battu par l'équipe chinoise dans le relais  4 × 200 m nage libre féminin en  7 min 35 s 94. L'Australie est deuxième en  7 min 37 s 57, tandis que la France remporte la médaille de bronze.

#### Séries et demi-finales
Parmi les onze records des championnats battus en cette première journée de compétition, trois sont établis dans la matinée. Le premier est venu avec les séries du 200 m nage libre homme, où l'Américain Ryan Lochte est descendu sous le record de Ian Thorpe de 1 min 43 s 28 avec un temps de 1 min 42 s 38. Cette course fut très rapide puisque les huit nageurs qualifiés pour la finale sont descendus sous le record de Ian Thorpe. Le deuxième est établi par le nageur italien Fabio Scozzoli dans le 100 m brasse qui bat, avec un temps de 57 s 60, le record des championnats détenu antérieurement par Igor Borysik avec 57 s 74. Enfin, dans les séries du relais du 4 × 100 m nage libre masculin, le record des championnats de 3 min 08 s 44, établi par les États-Unis en 2008, a été battu en 3 min 07 s 78 par l'équipe B de la fédération de Russie.
Plusieurs demi-finales ont été programmées et la Chinoise Gao Chang bat le record des championnats chez les femmes dans le 100 m dos en 56 s 58, tandis que Mihail Alexandrov des États-Unis fait de même dans le 100 m brasse masculin en 57 s 18. Le Russe Stanislav Donets bat quant à lui le record des championnats au 100 m dos masculin avec un temps de 49 s 62. Dans les séries du 100 m papillon, l’élimination du champion européen 2009 de la discipline, l’Allemand Steffen Deibler, 21e seulement, est à noter. Côté délégation française, les deux nageurs inscrits sont également éliminés en série. Fabien Gilot réalise le 24e temps des séries (51 s 87) et Clément Lefert le 32e (52 s 54).
Enfin, un détail curieux et probablement historique est à souligner. Les Émirats arabes unis ont présenté dans les séries du relais 4 × 100 m nage libre masculin une équipe composée de quatre frères d'une même famille. Obaid, Saeed, Bakheet et Faisal de la famille Al Jasmi, tous nés à des dates différentes, ont terminé 14e sur les 18 équipes engagées, avec un temps de 3 min 35 s 72, soit près de 27 secondes derrière les États-Unis qui ont remporté ces séries.

### Deuxième jour – jeudi 16 décembre
La 2e journée comprenait cinq finales hommes et trois finales femmes. Après celle-ci, les États-Unis et la Russie se partagent la tête du tableau des médailles avec respectivement quatre et trois médailles d'or, et un record du monde chacun.
2010 - 3 min 55 s 50 - Ryan Lochte (É.U.)

2009 - 3 min 57 s 27 - László Cseh (Hon)

2007 - 3 min 59 s 33 - László Cseh (Hon)

2005 - 4 min 00 s 37 - László Cseh (Hon)

2003 - 4 min 02 s 72 - Brian Johns (Can)

Le premier record du monde individuel de la saison revient à l’Américain Ryan Lochte dans le 400 m quatre nages avec 3 min 55 s 50, améliorant de près de 1 s 30 le précédent record détenu par le Hongrois László Cseh qui avait réussi un temps de 3 min 57 s 27 en décembre 2009. Il s'agit de la 17e médaille et de la 10e victoire pour Lochte dans des championnats du monde en petit bassin, depuis sa première participation en 2004, à Indianapolis (USA). En outre, il obtient ainsi sa troisième victoire consécutive dans ce type de course, après son succès de 2006 et 2008, égalant ainsi les trois victoires consécutives de l’Australien Matthew Dunn en 1995, 1997 et 1999. Le Tunisien Oussama Mellouli termine à la deuxième place et l'Américain Scott Clary remporte la médaille de bronze.
Le deuxième record du monde de la journée est établi par l’équipe russe masculine du relais 4 × 200 m nage libre avec un temps de 6 min 49 s 04, améliorant ainsi de plus de 2 s le précédent record détenu par l’équipe du Canada établi en décembre 2009 (6 min 51 s 05). Avec celui de l’équipe américaine arrivée en deuxième position en 6 min 49 s 58, il s’agit des deux premiers chronos de l’histoire sous les 6 min 50 s. Le relais français (Agnel, Gilot, Lefert et Stravius) obtient le bronze en 6 min 53 s 05, enlevant 7 secondes à leur record de France qui datait des séries du matin. Yannick Agnel bat également à cette occasion, dans son premier relais, le record de France du 200 m d'un centième de seconde, rattrapant ainsi sa performance moyenne de la veille en individuel.
2010 - 6 min 49 s 04 - Russie 

2010 - 6 min 49 s 58 - États-Unis

2009 - 6 min 51 s 05 - Canada

2007 - 6 min 52 s 66 - Australie

2001 - 6 min 56 s 41 - Australie 

2000 - 7 min 01 s 33 - États-Unis

Dans le 100 m dos, Stanislav Donets, après avoir battu le record des championnats en demi-finale, établit son deuxième record des championnats avec un temps de 49 s 07, manquant de peu le record du monde de Nick Thoman de 48 s 94. Le Français Camille Lacourt obtient l’argent, après un instant de doute puisqu’il a d’abord été disqualifié en raison d’une sortie de coulée au-delà de la limite autorisée avant d’être validé dans sa place de deuxième.

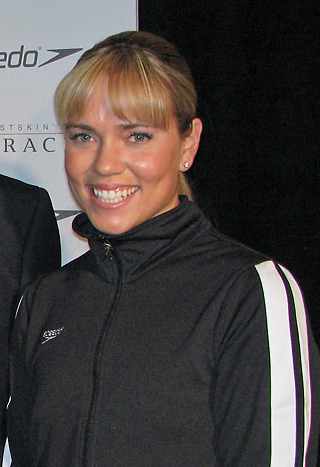
Natalie Coughlin, une médaille d’or : 100 m dos, deux médailles d’argent : 4 × 100 m nage libre, 4 × 100 m 4 nages ; une médaille de bronze : 100 m nage libre
(photo : 13 août 2008)

Dans le 100 m brasse, Cameron van der Burgh d'Afrique du Sud enregistre un record des championnats dans un temps de 56 s 80. L'Italien Fabio Scozzoli, champion d'Europe 2009, termine en deuxième position (57 s 13), tandis que le meilleur nageur de la saison, le Brésilien Felipe Silva, est médaillé de bronze en 57 s 39 alors qu’il a réalisé en septembre 2009 un temps de 56 s 79, ce qui aurait pu lui valoir l'or à Dubaï,.
Dans le 100 m papillon, le Russe Ievgueni Korotychkine l’emporte avec un temps relativement modeste de 50 s 23, plus lent que le Slovène Peter Mankoč lors des derniers championnats de 2008 (50 s 04), ainsi que du dernier champion d'Europe Steffen Deibler (49 s 95). Mais cette performance a été suffisante pour battre le Vénézuélien Albert Subirats, un spécialiste de la distance, avec seulement 0,01 s d’avance. L’arrivée du Brésilien Kaio de Almeida en troisième position confirme les bonnes performances de ce pays dans ces championnats.
Côté dames, deux Espagnoles prennent les deux premières places du 800 m nage libre. Erika Villaécija, confirme avec l'or sa domination dans les disciplines de fond, après son record d'Europe en 2009 du 1 500 m. Mireia Belmonte García continue quant à elle à impressionner. Après ses deux titres de la veille, respectivement en 200 m papillon et 400 m quatre nages, elle s’octroie en cette deuxième journée une médaille d’argent dans le 800 m. Enfin Kate Ziegler, l’ancienne double championne du monde en grand bassin lors des Championnats du monde 2005 à Montréal sur le 800 et le 1 500 m nage libre, doit se contenter du bronze. Dans le 100 m dos féminin, Natalie Coughlin, la première femme à être descendue sous la minute sur 100 m dos, établit un autre record des championnats en 56 s 08 et obtient ainsi sa cinquième médaille en or au niveau mondial. Elle devance deux Chinoises, Jing Zhao (56 s 18) et Gao Chang (56 s 21). Rebecca Soni, spécialiste des épreuves en brasse, remporte la médaille d'or du 50 m brasse dans un chrono de 29 s 83. Elle devance ainsi, pour un centième de seconde seulement, l'Australienne Leiston Pickett et pour 7 centièmes la Chinoise Jin Zhao.

### Troisième jour – vendredi 17 décembre
Dix finales sont programmées ce troisième jour, quatre concernent les hommes et six les dames.
2010 - 1 min 50 s 08 - Ryan Lochte (É.U.)

2009 - 1 min 51 s 55 - Darian Townsend (Af.Sud)

2008 - 1 min 51 s 56 - Ryan Lochte (É.U.)

2007 - 1 min 52 s 99 - László Cseh (Hon)

2007 - 1 min 53 s 14 - Thiago Pereira (Bre)

L’exploit vient une nouvelle fois de Ryan Lochte qui bat le record du monde du 200 m quatre nages masculin, après avoir battu la veille celui du 400 m quatre nages, en le portant à 1 min 50 s 08, devançant de 1 s 47 celui établi par le Sud-Africain Darian Townsend en novembre 2009. Lochte réalise une course solitaire, laissant loin derrière lui l'Autrichien Markus Rogan avec l'argent dans un temps de 1 min 52 s 90 et son compatriote Scott Clary avec la médaille de bronze (1 min 53 s 56). Il obtient ainsi sa quatrième médaille de ces championnats et sa 19e depuis 2004. Son palmarès en bassin de 50 m est également éloquent puisqu’il totalise à ce jour six médailles olympiques et treize médailles mondiales.
Les Français Alain Bernard et Frédérick Bousquet étaient également en lice pour la finale du 50 m nage libre masculin contre le Brésilien César Cielo. Déjà le plus rapide en demi-finales en 20 s 61, Cielo remporte l’or avec un nouveau record des championnats de 20 s 51. Bousquet doit se contenter de la médaille d'argent en 20 s 81 et Alain Bernard d’une discrète sixième place en 21 s 20. L’Américain Josh Schneider, dont c'est la première finale internationale à 22 ans, obtient la médaille de bronze en 20 s 88. Comme Alain Bernard, le récent champion européen, l'Allemand Steffen Deibler, n’est pas sur le podium, quatrième en 20 s 97. L’Allemand Paul Biedermann, déjà détenteur du record du monde sur 400 mètres libre en 3 min 32 s 77, s’octroie l’or dans cette discipline en 3 min 37 s 06. Le Russe Nikita Lobintsev est deuxième et le Tunisien Oussama Mellouli termine troisième alors qu’il a mené pendant les 300 premiers mètres. Les Français Sébastien Rouault et Yannick Agnel n’ont guère plus de réussite qu'Alain Bernard, terminant à la même place, la sixième, ex aequo dans un temps de 3 min 40 s 07,. Dans le 200 m brasse masculin, le Japonais Naoya Tomita l’emporte sur le Hongrois Dániel Gyurta, actuel détenteur du record du monde et le plus rapide des séries. C'est la première médaille pour le Japon dans cette discipline dans l'histoire des championnats.
Les Américains obtiennent deux autres médailles d’or chez les femmes. Katie Hoff obtient ainsi sa première médaille d'or dans un championnat du monde en bassin de 25 m, dans le 400 mètres nage libre, dans un temps de 3 min 57 s 07, après une médaille d'argent (400 m quatre nages) et une de bronze (200 m quatre nages) en 2004 à Indianapolis. Elle devance l’Australienne Kylie Palmer et l'Italienne Federica Pellegrini, actuelle championne olympique du 200 m nage libre. Ariana Kukors gagne quant à elle le 100 m quatre nages, dans un temps de 58 s 95, moins bon que celui établi en série (58 s 65). La vraie surprise est venue de la jeune Australienne Kotuku Ngawati, âgée d'à peine 16 ans, médaillée d'argent en 59 s 27 dans sa première finale à ce niveau. Les nageuses des Pays-Bas établissent un doublé dans le 100 m nage libre : Ranomi Kromowidjojo obtient la médaille d'or en 51 s 45 et Femke Heemskerk l'argent en 52 s 18. La Française Camille Muffat finit au pied du podium, quatrième, en 52 s 41. La Française Alexianne Castel remporte le 200 m dos dans un temps de 2 min 1 s 67. Âgée de 20 ans et s’entraînant à Toulouse, elle bat la jeune Américaine Melissa Franklin, âgée de seulement 15 ans et la plus rapide des séries éliminatoires et médaillée d'argent en 2 min 2 s 01, et la Chinoise Yanxin Zhou, troisième en 2 min 3 s 22. Elle offre ainsi à la France sa deuxième médaille, après le relais 4 × 100 m nage libre des hommes. À 33 ans, la Suédoise Therese Alshammar gagne le 50 m papillon en 24 s 87, nouveau record de championnats, et obtient ainsi sa 68e médaille dans une compétition de niveau mondial ou européen. Enfin, après le record du monde du 4 × 100 m nage libre du premier jour, la Chine confirme sa suprématie dans les courses de relais en remportant le relais 4 × 100 m quatre nages et établissant ainsi un nouveau record des championnats en 3 min 48 s 29. La course fut particulièrement disputée puisque les États-Unis ne finissent qu'à 7 centièmes. L'Australie obtient le bronze à 59 centièmes. La dernière victoire de la Chine dans cette discipline remonte à 1997.

### Quatrième jour – samedi 18 décembre
Cinq finales sont programmées ce quatrième et avant-dernier jour des championnats, deux concernent les hommes et trois les dames. Cette journée est marquée par un nombre important de records des championnats, dix, mais aussi par l’avènement d’une nouvelle star, l’Espagnole Mireia Belmonte García, qui remporte la finale du 200 m quatre nages dans un nouveau record des championnats de 2 min 5 s 73. Il s’agit de sa quatrième médaille dans ces championnats après ses victoires dans le 400 m quatre nages et 200 m papillon, et l'argent dans le 800 m nage libre. Une incroyable performance dans les courses les plus exigeantes du programme pour une nageuse qui n’a que 20 ans. Dans le 100 m brasse, Rebecca Soni, déjà détentrice du record du monde en 1 min 2 s 70, gagne la finale en 1 min 3 s 98. Elle contrôle la course de bout en bout et laisse derrière elle l’Australienne Leisel Jones, deuxième en 1 min 4 s 26, et la Chinoise Ji Liping, médaillée de bronze en 1 min 4 s 79. Pour Jones, huit fois médaillée olympique et douze fois médaillée au niveau mondial en grand bassin, c'est sa première médaille individuelle en petit bassin.

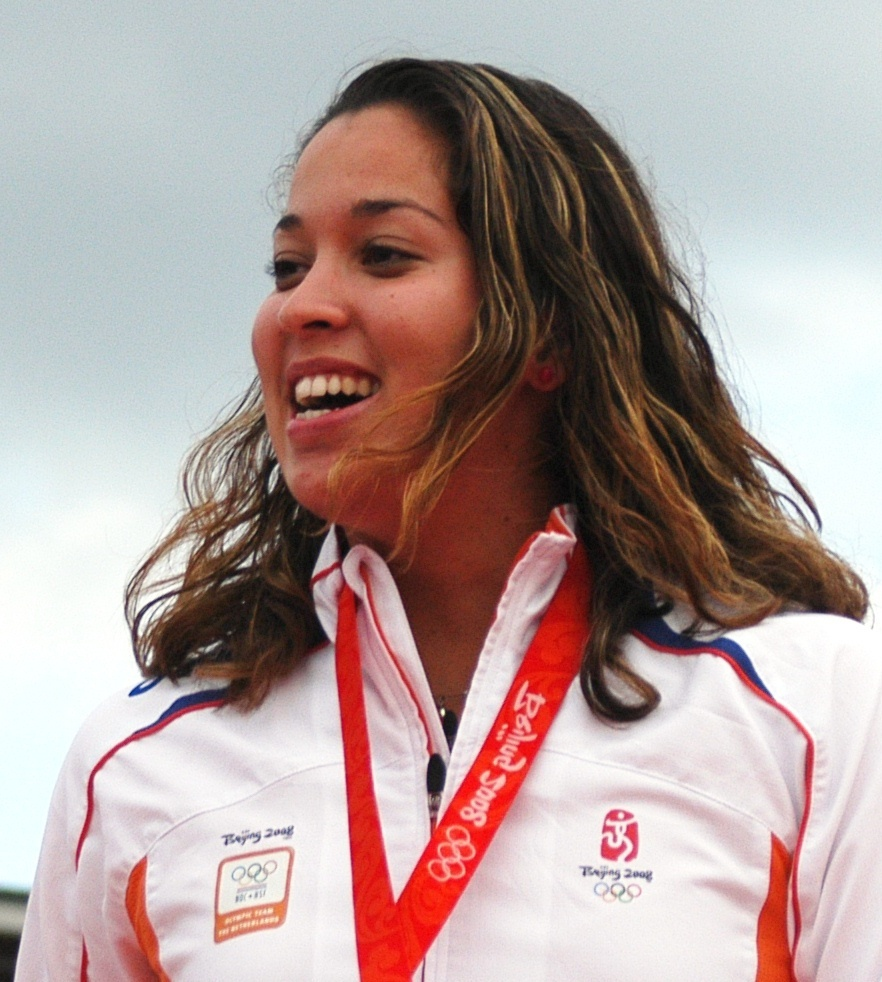
Ranomi Kromowidjojo, trois médailles d’or : 50 m, 100 m, 4 × 100 m nage libre
(photo prise le 25 août 2008)

Le relais 4 × 100 m nage libre est remporté par l'équipe néerlandaise, qui comprend Ranomi Kromowidjojo, Femke Heemskerk qui avaient établi le doublé la veille dans le 100 m nage libre, Inge Dekker et Hinkelien Schreuder. C'est la troisième médaille d'or consécutive que les Pays-Bas remportent dans cette discipline en petit bassin après celle de Shangaï en 2006 et celle de Manchester en 2008. Elles sont suivies par l'équipe des États-Unis qui avaient pourtant fait le meilleur temps des séries, puis par celle des Chinoises.
Le record des championnats du 50 mètres dos masculin se voit quant à lui battu cinq fois à Dubaï pour finalement se stabiliser à 22 s 93, temps réalisé par Stanislav Donets en finale, qui obtient la médaille d’or devant Sun Xiaolei, première médaille à ce niveau, après une troisième place aux Jeux asiatiques au 100 m dos, et l’Espagnol Aschwin Wildeboer, troisième au 100 m à Dubaï, ex aequo dans un temps de 23 s 13. Camille Lacourt, deuxième dans le 100 m dos, manque le podium de seulement 0,03 s, terminant quatrième en 23 s 16. Jérémy Stravius, termine en 7e position (en 23 s 53), s'offrant ainsi son meilleur chrono personnel. Dans les séries du matin, Fabien Gilot réalise le meilleur chrono du 100 m en 46 s 62 et le record des championnats, ce qui est de bon augure pour la suite, et Alain Bernard est 8e en 47 s 04. Dans les séries du 100 m quatre nages Jake Tapp bat quant à lui le record du Canada du 100 m quatre nages de plus de 18 centièmes de seconde en le fixant à 53,43 secondes, ne terminant pourtant que 11e des séries. Enfin, Albert Subirats établit un nouveau record des championnats dans la finale du 50 m papillon avec un temps de 22 s 40, offrant par là même au Venezuela sa première médaille d’or dans ces championnats, tandis que l’équipe féminine néerlandaise du 4 × 100 m nage libre clôt la journée avec un autre record des championnats de 3 min 28 s 54, devant les États-Unis et la Chine.

### Cinquième jour – dimanche 19 décembre
Douze finales sont programmées cette dernière journée des championnats, sept concernent les hommes et cinq les dames. La finale du 1 500 mètres nage libre messieurs présente la particularité de se dérouler en deux séries, le classement se faisant sur les deux séries confondues.
Le nageur du jour est incontestablement Ryan Lochte. Il obtient d’abord sa cinquième médaille au 200 m dos en 1 min 46 s 68, et 20e médaille dans cette compétition depuis sa première participation en 2004. Tyler Clary et Markus Rogan, vainqueur de cet événement en 2008, obtiennent respectivement l'argent en 1 min 49 s 09 et le bronze en 1 min 49 s 36. Le meilleur performeur de la saison avant ces championnats, le Russe Arkadi Viatchanine, en se classant seulement 10e des séries, est ainsi éliminé dès la phase de qualification. Le nageur canadien Jake Tapp bat quant à lui le record du Canada de la discipline en 1 min 52 s 15, le précédent était détenu par Matt Hawes et datait de 2009 en 1 min 52 s 21.
Moins d'une demi-heure plus tard, Lochte revient à la piscine pour remporter le 100 m 4 nages, dans un temps de 50 s 86, un peu plus lent que son record des championnats (50 s 81) établi en demi-finale. L’Allemand Markus Deibler, récent champion d'Europe 2010, termine deuxième en 1 s 69 et le Russe Serguey Fesikov est troisième en 51 s 81. George Bovell III, de Trinité-et-Tobago, manque le podium de 0,16 secondes en finissant quatrième en 51 s 97 et ne peut donc pas offrir à son pays le premier podium de l'histoire de ces championnats.
Enfin, Lochte remporte avec son équipe le relais 4 × 100 m quatre nages, en 3 min 20 s 99 et totalise ainsi sept médailles d’or, entrant dans l'histoire de cette compétition. La Russie termine deuxième en 3 min 21 s 61 devant le Brésil qui est troisième en 3 min 23 s 12. Cette performance permet aux coéquipiers brésiliens, Guilherme Guido, Felipe França, Kaio Márcio et César Cielo, d’établir un nouveau record d'Amérique du Sud. Le relais français, composé de Camille Lacourt, Hugues Dubosq, Frédérick Bousquet et Fabien Gilot, espérait une place sur le podium mais termine quatrième. L’équipe reste toutefois convaincue de son potentiel, surtout en grand bassin.

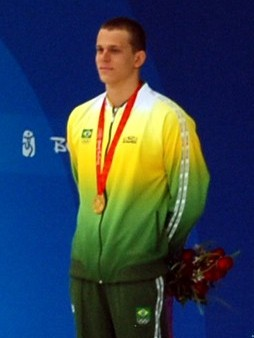
César Cielo, deux médailles d’or : 50 m et 100 m nage libre, deux médailles de bronze : 4 × 100 m 4 nages et 4 × 100 m nage libre
(photo prise le 16 août 2008)

Cette dernière journée est aussi celle de la grande finale du 100 mètres nage libre, pour laquelle Fabien Gilot et Alain Bernard convoitaient la médaille d’or. Mais celle-ci revient une nouvelle fois à César Cielo en 45 s 74. Fabien Gilot se contente de l’argent à 0,23 s et Alain Bernard termine quatrième à seulement 0,02 s du Russe Nikita Lobintsev, médaillé de bronze. César Cielo est ainsi le meilleur nageur de l’histoire du Brésil et reste la bête noire des sprinters français Fred Bousquet, Alain Bernard, Amaury Leveaux ou Fabien Gilot. Vainqueur également du 50 m nage libre et troisième dans le relais 4 × 100 m nage libre à Dubaï, Cielo avait aussi obtenu la couronne mondiale dans les 50 m et 100 m nage libre de l'édition 2009 des championnats en grand bassin à Rome, et l'or dans 50 m nage libre et le bronze dans le 100 m nage libre aux Jeux olympiques de 2008. Fabien Gilot reste toutefois confiant pour les prochains championnats en grand bassin.
Deux autres finales de sprint en nage libre avaient lieu cette dernière journée : le 50 m et le 200 mètres féminin. L'épreuve du 200 mètres proposait un duel entre la Française Camille Muffat et l’Américaine Katie Hoff. L’or revient à la Française dans un nouveau record des championnats de 1 min 52 s 29, Hoff est deuxième en 1 min 52 s 91, son troisième podium à Dubaï après l'or dans le 400 m nage libre et l'argent dans le relais 4 × 100 m nage libre. Pour Camille Muffat, c'est sa première médaille individuelle dans ces championnats, après une troisième place dans le relais 4 × 200 m nage libre. Le bronze est allé à l'Australienne Kylie Palmer, en 1 min 52 s 96. Mais la course a également été marquée par la performance désastreuse de la titulaire du record du monde, l’Italienne Federica Pellegrini, seulement septième en 1 min 55 s 24. Elle a annoncé d’ailleurs à l’issue de la course qu’elle allait changer d’entraîneur. La championne d'Europe 2009, la Néerlandaise Femke Heemskerk, n'avait quant à elle pas pu se qualifier pour la finale.
Le 50 m nage libre féminin voit quant à lui gagner à nouveau un doublé néerlandais, après celui de la veille dans le 100 m nage libre : Ranomi Kromowidjojo obtient ainsi sa troisième médaille d'or des championnats et Hinkelien Schreuder l'argent, sa deuxième médaille. Ce sont d'ailleurs les mêmes couples néerlandais, et dans le même ordre, qui avaient remporté respectivement les 50 m et 100 m nage libre aux championnats d'Europe qui s'étaient tenus à Eindhoven une semaine auparavant.
Felipe Silva, coéquipier de Cielo, apporte une troisième médaille d’or pour le Brésil dans le 50 m brasse, dans un nouveau record des championnats de 25 s 95. Lors de la cérémonie de remise des médailles, Silva, très ému, s’agenouille et écoute l’hymne national en larmes, ce qui restera un des moments forts des championnats. Le nageur d’Afrique du Sud Cameron van der Burgh, actuel détenteur du record du monde en 25 s 25, et médaillé d'or dans le 100 m brasse, termine deuxième en 26 s 03. L'autre compétition de brasse de la journée, le 200 m dames, est remporté une nouvelle fois par la star de la discipline, Rebecca Soni, qui obtient ainsi sa quatrième médaille des championnats, après celles du 50 m, du 100 m et du 4 × 100 m quatre nages. Elle est suivie par la Chinoise Sun Ye et la Danoise Rikke Møller Pedersen.
Le 1 500 m nage libre masculin s’est déroulé en deux temps, une première série dite « lente » le matin et une « série rapide » l’après-midi. En raison d’un problème administratif d’erreur de temps de qualification communiqué par la fédération tunisienne, Oussama Mellouli s’est retrouvé à nager la série lente du matin. Il dut donc nager seul contre le chronomètre et termina premier de sa série en 14 min 24 s 16, plus de 11 s devant le deuxième de cette série. Ce temps lui permet également de gagner la médaille d’or, la quatrième après une médaille d'argent au 400 m quatre nages et deux de bronze aux 200 m et 400 m nage libre. Dans la série du soir, le Danois Mads Glæsner touche le premier en 14 min 29 s 52, mais doit se contenter de l'argent. Il est suivi du Hongrois Gergely Gyurta, médaillé de bronze en 14 min 31 s 47. Le Français Sébastien Rouault n’a en fait tenu que 600 m et doit finalement se contenter de la 6e place à 18,63 s de Mellouli. En papillon, le jeune espoir sud-africain Chad le Clos, âgé de seulement 18 ans, s'illustre en remportant le 200 m papillon, devant le brésilien Kaio de Almeida, détenteur du record du monde, et László Cseh, le spécialiste de la discipline qui n'obtient que la médaille de bronze à 11 centièmes des 1 min 51 s 56 de Chad Le Clos.
La performance de la Suédoise Therese Alshammar mérite enfin d’être signalée. Avec sa médaille d’argent dans le 100 m papillon derrière l'Australienne Felicity Galvez, vainqueur en un nouveau record des championnats de 55 s 43, elle obtient sa 17e médaille dans ces championnats, depuis sa première participation en 1997. Elle possède désormais le même nombre de podiums que l’Américaine Jenny Thompson, actuellement retirée de la compétition, mais avec un léger avantage en termes de médailles d'or sur cette dernière : 10 pour la Suédoise contre neuf pour l’Américaine. Le 50 m dos est gagné, sans surprise, par la nageuse chinoise Jing Zhao qui devance l'Australienne Rachel Goh et l'espagnole Mercedes Peris Minguet, cette dernière apportant ainsi à son pays sa huitième médaille. La Canadienne Victoria Poon se place septième et abaisse son record du Canada à 24,14 s.

## Podiums

### Hommes
| Épreuves             | Or                                                                                                  | Or                      | Argent                                                                            | Argent         | Bronze                                                                  | Bronze           |
| -------------------- | --------------------------------------------------------------------------------------------------- | ----------------------- | --------------------------------------------------------------------------------- | -------------- | ----------------------------------------------------------------------- | ---------------- |
| Nage libre           | |                         |                                                                                   |                |                                                                         |                  |
| 50 m                 | César Cielo                                                                                         | 20 s 51 RC              | Frédérick Bousquet                                                                | 20 s 81        | Josh Schneider                                                          | 20 s 88          |
| 100 m                | César Cielo                                                                                         | 45 s 74 RC              | Fabien Gilot                                                                      | 45 s 97        | Nikita Lobintsev                                                        | 46 s 35          |
| 200 m                | Ryan Lochte                                                                                         | 1 min 41 s 08 RC        | Danila Izotov                                                                     | 1 min 41 s 70  | Oussama Mellouli                                                        | 1 min 42 s 02    |
| 400 m                | Paul Biedermann                                                                                     | 3 min 37 s 06           | Nikita Lobintsev                                                                  | 3 min 37 s 84  | Oussama Mellouli                                                        | 3 min 38 s 17    |
| 1 500 m              | Oussama Mellouli                                                                                    | 14 min 24 s 16          | Mads Glæsner                                                                      | 14 min 29 s 52 | Gergely Gyurta                                                          | 14 min 31 s 47   |
| Papillon             | |                         |                                                                                   |                |                                                                         |                  |
| 50 m                 | Albert Subirats                                                                                     | 22 s 40 RC              | Andrii Govorov                                                                    | 22 s 43        | Steffen Deibler                                                         | 22 s 44          |
| 100 m                | Evgeny Korotyshkin                                                                                  | 50 s 23                 | Albert Subirats                                                                   | 50 s 24        | Kaio de Almeida                                                         | 50 s 33          |
| 200 m                | Chad le Clos                                                                                        | 1 min 51 s 56           | Kaio de Almeida                                                                   | 1 min 51 s 61  | László Cseh                                                             | 1 min 51 s 67    |
| Dos                  | |                         |                                                                                   |                |                                                                         |                  |
| 50 m                 | Stanislav Donets                                                                                    | 22 s 93 RC              | Xiaolei Sun Aschwin Wildeboer Faber                                               | 23 s 13        |                                                                         |                  |
| 100 m                | Stanislav Donets                                                                                    | 49 s 07 RC              | Camille Lacourt                                                                   | 49 s 80 RF     | Aschwin Wildeboer Faber                                                 | 50 s 04          |
| 200 m                | Ryan Lochte                                                                                         | 1 min 46 s 68 RC        | Tyler Clary                                                                       | 1 min 49 s 09  | Markus Rogan                                                            | 1 min 49 s 96    |
| Brasse               | |                         |                                                                                   |                |                                                                         |                  |
| 50 m                 | Felipe Silva                                                                                        | 25 s 95 RC              | Cameron van der Burgh                                                             | 26 s 03        | Aleksander Hetland                                                      | 26 s 29          |
| 100 m                | Cameron van der Burgh                                                                               | 56 s 80 RC              | Fabio Scozzoli                                                                    | 57 s 13        | Felipe Silva                                                            | 57 s 39          |
| 200 m                | Naoya Tomita                                                                                        | 2 min 3 s 12 RC         | Dániel Gyurta                                                                     | 2 min 3 s 47   | Brenton Rickard                                                         | 2 min 4 s 33     |
| 4 nages              | |                         |                                                                                   |                |                                                                         |                  |
| 100 m                | Ryan Lochte                                                                                         | 50 s 86                 | Markus Deibler                                                                    | 51 s 69        | Sergey Fesikov                                                          | 51 s 81          |
| 200 m                | Ryan Lochte                                                                                         | 1 min 50 s 08 RM        | Markus Rogan                                                                      | 1 min 52 s 90  | Scott Clary                                                             | 1 min 53 s 56    |
| 400 m                | Ryan Lochte                                                                                         | 3 min 55 s 50 RM        | Oussama Mellouli                                                                  | 3 min 57 s 40  | Scott Clary                                                             | 3 min 57 s 56    |
| Relais               | |                         |                                                                                   |                |                                                                         |                  |
| 4 × 100 m nage libre | France Alain Bernard Frédérick Bousquet Fabien Gilot Yannick Agnel William Meynard* Boris Steimetz* | 3 min 4 s 78 RC, RE, RF | Russie Evgeny Lagunov Sergey Fesikov Nikita Lobintsev Danila Izotov               | 3 min 4 s 82   | Brésil Nicholas Santos César Cielo Marcelo Chierighini Nicolas Oliveira | 3 min 5 s 74     |
| 4 × 200 m nage libre | Russie Nikita Lobintsev Danila Izotov Evgeny Lagunov Alexander Sukhorukov                           | 6 min 49 s 04 RM, RE    | États-Unis Peter Vanderkaay Ryan Lochte Garrett Weber-Gale Ricky Berens           | 6 min 49 s 58  | France Yannick Agnel (RF) Fabien Gilot Clément Lefert Jérémy Stravius   | 6 min 53 s 05 RF |
| 4 × 100 m 4 nages    | États-Unis Nicholas Thoman Mihail Alexandrov Ryan Lochte Garrett Weber-Gale                         | 3 min 20 s 99           | Russie Stanislav Donets Stanislav Lakhtyukhov Evgeny Korotyshkin Nikita Lobintsev | 3 min 21 s 61  | Brésil Guilherme Guido Augusto Felipe Silva Kaio de Almeida César Cielo | 3 min 23 s 12    |

### Résultats officiels sur omegatiming.com
1. ↑  [PDF] « Résultats du 4 × 100m Nage Libre Hommes », 15 décembre 2010 (consulté le 22 décembre 2010).
2. ↑  [PDF] « Résultats du 400m 4 Nages Hommes », 16 décembre 2010 (consulté le 19 décembre 2010).
3. ↑  [PDF] « Résultats du 100m Dos Hommes », 16 décembre 2010 (consulté le 20 décembre 2010).
4. ↑  [PDF] « Résultats du 100m Brasse Hommes », 16 décembre 2010 (consulté le 20 décembre 2010).
5. 1 2  [PDF] « Résultats du 100m Papillons Hommes », 16 décembre 2010 (consulté le 20 décembre 2010).
6. ↑  [PDF] « Résultats du 100m Dos Femmes », 16 décembre 2010 (consulté le 20 décembre 2010).
7. 1 2  [PDF] « Résultats du 200m 4 nages Hommes », 17 décembre 2010 (consulté le 20 décembre 2010).
8. 1 2  [PDF] « Résultats du 50m nage libre Hommes », 17 décembre 2010 (consulté le 20 décembre 2010).
9. 1 2  [PDF] « Résultats du 400m Hommes », 17 décembre 2010 (consulté le 20 décembre 2010).
10. ↑  [PDF] « Résultats du 200m Brasse Hommes », 17 décembre 2010 (consulté le 20 décembre 2010).
11. ↑  [PDF] « Résultats du 400m Femmes », 17 décembre 2010 (consulté le 20 décembre 2010).
12. ↑  [PDF] « Résultats du 100m 4 nages Femmes », 17 décembre 2010 (consulté le 20 décembre 2010).
13. 1 2  [PDF] « Résultats du 100m nage libre Femmes », 17 décembre 2010 (consulté le 20 décembre 2010).
14. 1 2  [PDF] « Résultats du 200m Dos Femmes », 17 décembre 2010 (consulté le 20 décembre 2010).
15. ↑  [PDF] « Résultats du 50m Papillon Femmes », 17 décembre 2010 (consulté le 20 décembre 2010).
16. ↑  [PDF] « Résultats du 200m 4 nages Femmes », 18 décembre 2010 (consulté le 20 décembre 2010).
17. ↑  [PDF] « Résultats du 100m Brasse Femmes », 18 décembre 2010 (consulté le 20 décembre 2010).
18. ↑  [PDF] « Résultats du 50m Dos Hommes », 18 décembre 2010 (consulté le 20 décembre 2010).
19. ↑  [PDF] « Résultats du 50m Papillon Hommes », 18 décembre 2010 (consulté le 20 décembre 2010).
20. ↑  [PDF] « Résultats du 4 × 100m nage libre Femmes », 18 décembre 2010 (consulté le 20 décembre 2010).
21. ↑  [PDF] « Résultats du 200m Dos Hommes », 19 décembre 2010 (consulté le 20 décembre 2010).
22. ↑  [PDF] « Résultats du 100m 4 nages Hommes », 19 décembre 2010 (consulté le 20 décembre 2010).
23. 1 2  [PDF] « Résultats du Relais 4 × 100 4 nages Hommes », 19 décembre 2010 (consulté le 20 décembre 2010).
24. ↑  [PDF] « Résultats du 1500m Hommes - Séries lentes », 19 décembre 2010 (consulté le 24 décembre 2010).
25. ↑  [PDF] « Résultats du 1500m Hommes », 19 décembre 2010 (consulté le 24 décembre 2010).